# Cuculicola
Cuculicola är ett släkte av insekter som beskrevs av Clay och Richard Meinertzhagen 1939. Cuculicola ingår i familjen fjäderlöss.
Kladogram enligt Catalogue of Life och Dyntaxa:
| Cuculicola | \| \| Cuculicola kui \| \| \| \| \| \| Cuculicola latirostris \| \| \| \| |
|            | \| \| Cuculicola kui \| \| \| \| \| \| Cuculicola latirostris \| \| \| \| |
|            | Cuculicola kui                                                            |
|            |                                                                           |
|            | Cuculicola latirostris                                                    |
|            |                                                                           |